# أهارون باراك
أهارون باراك (بالعبرية: אהרן ברק، ولد في 16 سبتمبر 1936) هو أستاذ القانون في المركز المتعدد المجالات في هرتسليا و محاضر في القانون في الجامعة العبرية في القدس، ومدرسة الحقوق في جامعة ييل، جامعة المركزي الأوروبي، مركز جامعة جورج تاون للقانون، وكلية الحقوق فيجامعة تورنتو .

وكان باراك رئيس المحكمة العليا في إسرائيل في الفترة من 1995 إلى 2006. وقبل ذلك، شغل منصب قاض في المحكمة العليا في إسرائيل في الفترة الممتدة بين(1978-1995)، والنائب العام في إسرائيل (1975-1978)، وكما أنه كان عميد كلية الحقوق في الجامعة العبرية في القدس (1974-1975).

## السيرة الذاتية

### الحياة المبكر والأسرة
ولد أهارون باراك في كاوناس، ليتوانيا، الابن الوحيد لتسفي بريك، محام، وزوجته ليا، حيث كان والده مدرس. بعد الاحتلال النازي للمدينة في عام 1941، امضت الأسرة ثلاث سنوات في حي اليهود في كوفنو. في نهاية الحرب، بعد تخبط خلال مرورهم بكل من دول المجر، النمسا، و إيطاليا، وصلت عائلة باراك إلى روما، حيث قضى العامين المقبلين فيها. ثم في عام 1947، تلقت أوراق السفر وهاجرو إلى فلسطين. و سكنو في فترة وجيزة في موشاف، واستقرت الأسرة في القدس.
درس القانون والعلاقات والاقتصاد الدولي في الجامعة العبرية في القدس، وحصل على شهادة البكالوريوس في القانون في عام 1958. وبين عامي 1958 و 1960، بعد أن تم تجنيدهم في قوات الدفاع الإسرائيلية، شغل مكتب المستشار المالي للرئيس الموظفين. بعد أداء خدمته عاد إلى الجامعة العبرية، حيث أنهى أطروحة الدكتوراه بامتياز في عام 1963. وفي الوقت نفسه بدأ العمل كمتدرب في مكتب النائب العام. عندما بدأ النائب العام التعامل مع محاكمة أدولف ايخمان، باراك كونه أحد الناجين من المحرقة، فضل عدم الكشف عن المشاركة في العمل هناك. و تم نقله إلى مكتب النائب العام لاستكمال التدريب بناء على طلبه. عند الانتهاء من التدريب تم الاعتراف به كمحام و سلمت له الشهادة.

وهو متزوج الشيفا باراك-إسوسكين، النائب السابق لرئيس محكمة العمل الوطنية، لديهم ثلاث بنات وولد، كلهم مدربين في القانون.

### الحياة الاكاديمية
بين عامي 1966 و 1967 درس باراك في جامعة هارفارد. في عام 1968 تم تعيينه أستاذا في الجامعة العبرية في القدس، وفي عام 1974 اختير عميد كلية القانون فيها. في عام 1975، في سن ال 38، وقال انه حصل على جائزة إسرائيل للبحث القانوني. وفي العام نفسه أصبح عضوا في الأكاديمية الإسرائيلية للعلوم والإنسانيات. في عام 1978 أصبح عضوا أجنبيا في الأكاديمية الأمريكية للفنون والعلوم.

### نائب عام في إسرائيل
بين عامي 1975 و 1978، شغل براك مكتب النائب العام في إسرائيل.من بين قراراته المعروفة بهذه الصفة هم:
- قرار لإطلاق تحقيق جنائي ضد آشر يدلين، الرئيس التنفيذي لخدمات الصحة العامة والمرشح لمنصب مدير بنك إسرائيل. أدين يادلين بقبول رشوة وحكم عليه بالسجن لمدة 5 سنوات. خلال هذا الحادث صاغ باراك ما يسمى اختبار بوزاغلو (https://en.wikipedia.org/wiki/Buzaglo_test[وصلة مكسورة]).
- قرار الاستمرار تحقيقات الشرطة مع وزير الإسكان والبناء ابراهام عوفر، على الرغم من طلب الوزير من أن يتم إنهاء التحقيق. قام عوفر بالانتحار في عام 1977، وذلك قبل انتهاء التحقيق.
- قرار محاكمة ليا رابين بسبب قضية فتح حساب الدولار. أدى هذا القرار حول استقالة رئيس الوزراء الإسرائيلي اسحق رابين. وقد جادل باراك في تبرير قراره بعدم ملاحقة اسحاق رابين لهذه القضية ان "رابين كان قد عوقب بشدة من خلال أجباره على الاستقالة من منصبه. وليس هناك مجال لمعاقبته أكثر من ذلك."

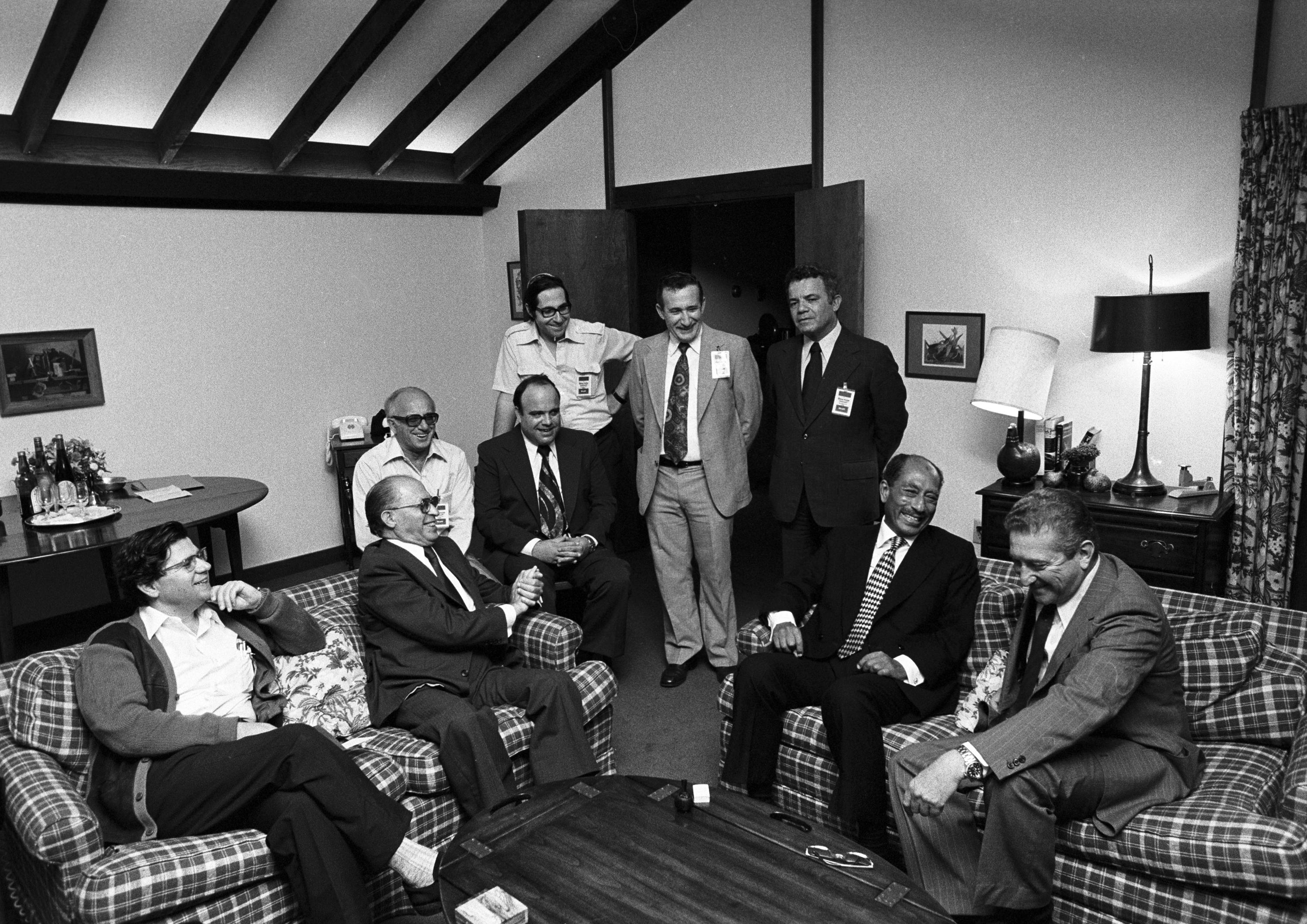
باراك (الجالس يسار) خلال اجتماع في كامب ديفيد مع (ل-ص) مناحيم بيغن، أنور السادات، و عيزر فايتسمان، 1978

عين باراك من طرف رئيس الوزراء الإسرائيلي مناحيم بيغن في عام 1978 مستشارا قانونيا للوفد الإسرائيلي للتفاوض على اتفاقات كامب ديفيد.أشاد به جيمي كارتر في كتابه فلسطين: السلام وليس الفصل العنصري، كمفاوض على الرغم من الخلافات السياسية بينهما.

### المحكمة العليا في إسرائيل
في 22 أيلول عام 1978، بدأ باراك خدمته قاضيا في المحكمة العليا في إسرائيل - أصغر من جميع القضاة.
في 1982-1983 شغل منصب عضوا في لجنة كاهان، لجنة تحقيق الدولة شكلت للتحقيق في ملابسات مجزرة صبرا وشاتيلا. كجزء من استنتاجات اللجنة، ثم أزيل وزير الدفاع ارييل شارون من منصبه. وأوصت اللجنة أيضا أنه لن يتم تعيينه في هذا المنصب مرة أخرى في المستقبل. في عام 1993، مع تقاعد نائب رئيس المحكمة العليا مناحيم إيلون، عين باراك نائب الرئيس. وفي وقت لاحق، مع تقاعد الرئيس مائير شمغار يوم 13 أغسطس 1995، عين باراك رئيس المحكمة العليا.

في سياق خدمته في المحكمة العليا توسع في عدد القضايا التي تعاملت معها المحكمة. [4] حيث ألغى اختبار الوقوف في المحكمة العليا الإسرائيلية المستخدمة بشكل متكرر، و توسيع في نطاق التقاضي إلى حد كبير عن طريق السماح العرائض بشأن مجموعة من المسائل. و
في وقت قال انه تقدم عدد من المعايير، سواء بالنسبة للإدارة العامة (أساسا، مستوى معقولية القرار الإداري) وفي القطاع الخاص (معيار حسن النية)، في حين أن عدم وضوح الفرق بين الاثنين. ويقول النقاد باراك أنه في القيام بذلك، أضرت المحكمة العليا تحت قيادته الاتساق القضائي والاستقرار، لا سيما في القطاع الخاص. [6]
منذ عام 1992، وتركز الكثير من العمل القضائي له على النهوض وتشكيل الثورة الدستورية لإسرائيل (وهي عبارة صاغ)، الذي كان يعتقد ان الناجمة عن اعتماد القوانين الأساسية في الكنيست الإسرائيلية التي تتعامل مع حقوق الإنسان. وفقا لنهج باراك، الذي اعتمد من قبل المحكمة العليا، ادت قيم الثورة الدستورية مثل الحق في المساواة، حرية العمل وحرية التعبير لموقف التفوق المعيارية، وبالتالي منح المحاكم (وليس فقط في المحكمة العليا ) القدرة على إلغاء التشريعات التي تتعارض مع الحقوق المنصوص عليها في القوانين الأساسية. وبناء على ذلك، عزم باراك على أن دولة إسرائيل قد تحولت من دولة ديمقراطية برلمانية إلى الديمقراطية البرلمانية الدستورية، في أن القوانين الأساسية التي كان من المقرر أن تُفسر على أنها دستورها. [7]

خلال الفترة التي قضاها رئيسا للمحكمة العليا، قدم باراك نهج الناشط القضائي، حيث لم يكن مطلوبا من المحكمة أن يقتصر دورها على التفسير القضائي، بل سمح لملء الثغرات في القانون من خلال التشريعات القضائية في القانون العام. وكان هذا النهج المثير للجدل للغاية ولاقى الكثير من المعارضة، بما في ذلك من قبل بعض السياسيين. وكتب المعلق القانوني الإسرائيلي زئيف سيجال في مقالة نشرت عام 2004، "باراك يرى أن المحكمة العليا باعتبارها [قوة من أجل التغيير المجتمعي]، ما هو أبعد من دور أساسي باعتباره عفا عليه الزمن في النزاعات. وكانت المحكمة العليا تحت قيادته استوفت دورها في تشكيل القانون الإسرائيلي، وليس أقل من ذلك بكثير من دور الكنيست. باراك هو القوة الرائدة في المحكمة، كقاض أساسي فيها لمدة ربع قرن، وحيث أنه القاضي رقم 1 لبضع عشرات من السنين حتى الآن. "

في 14 سبتمبر 2006، تقاعد عند بلوغ السن الإلزامية للتقاعد من المحكمة العليا. بعد ثلاثة أشهر من نشر كتابه الأحكام النهائية، من بينهم عدد من السوابق المتعلقة بالتعويضات عن الضرر بالنسبة للمقيمين في الأراضي الفلسطينية، سياسة إسرائيل في القتل المستهدف، والمعاملة التفضيلية لقدامى المحاربين الجيش الإسرائيلي.

وبالتوازي مع خدمته في المحكمة العليا، كان براك أيضا يشغل منصب رئيس لجنة، والتي صاغت الدستور المدني الإسرائيلي على نحو عشرين عاما حيث عملت على توحيد 24 فرائض القانون المدني الرئيسية في القانون الإسرائيلي بموجب قانون شامل واحد.

### استئناف العمل الأكاديمي
بعد تقاعده من المحكمة العليا، انضم باراك موظفي المركز المتعدد المجالات في هرتسليا، ويدرس في برنامج درجة الماجستير للقانون التجاري. ويحاضر أيضا في برنامج بكالوريوس القوانين. وبالإضافة إلى ذلك، استمر في إلقاء محاضرات في كل من مدرسة الحقوق في جامعة ييل و جامعة ألاباما في الولايات المتحدة، فضلا عن إلقاء المحاضرات كونه أحد الزوار الكرام في كلية القانون جامعة تورونتو .